# Gerobatrachus
 (décembre 2018).
Si vous disposez d'ouvrages ou d'articles de référence ou si vous connaissez des sites web de qualité traitant du thème abordé ici, merci de compléter l'article en donnant les références utiles à sa vérifiabilité et en les liant à la section « Notes et références ».
Gerobatrachus hottoni
Genre
Espèce
Gerobatrachus est un genre éteint d'amphibiens temnospondyles de la famille des amphibamidés ayant vécu au Permien inférieur, il y a −290 Ma.
Une seule espèce est connue, Gerobatrachus hottoni. 

## Description
Sa morphologie et ses caractéristiques indiquent qu'elle est proche des ancêtres des amphibiens modernes,.
Ce fossile a été découvert au Texas dans le Comté de Baylor en 1995 mais a été décrit seulement en 2008; il mesure environ 11 cm.

## Paléobiologie
Son mode de vie était semi-aquatique et son alimentation peut-être piscivore et insectivore. 